# Libera me (Bruckner, 1854)
Libera me, WAB 22 ist die zweite von zwei Vertonungen des  Responsoriums Libera me, die Anton Bruckner 1854 komponierte.

## Geschichte
Bruckner komponierte die Motette während seines Aufenthalts im Stift St. Florian anlässlich der Beerdigung von Prälat Michael Arneth.
Das Originalmanuskript ist verschollen, aber mehrere Kopien davon befinden sich im Archiv des Stifts St. Florian, des Stifts Kremsmünster und der Österreichischen Nationalbibliothek.
Die Motette wurde erstmals 1922 in einem Anhang des Bandes 7–10 der Musica divina, Wien, veröffentlicht. Sie ist in Band XXI/17 der Gesamtausgabe herausgegeben.

## Musik
Das insgesamt 94 Takte fassende Werk in f-Moll ist für 5-stimmigen (SSATB) gemischten Chor, 3 Posaunen und Continuo (Orgel, Violoncello und Kontrabass) besetzt.
Es besteht aus fünf Teilen, die durch Kadenzen auf den Antworten Quando cœli und Dum veneris getrennt sind
1. Libera me, Domine: homophon, 18 Takte, abschließendes pianissimo auf per ignem mit einer leeren Quinte
2. Tremens fac: fünfstimmig fugato, 23 Takte, endet in homophonem fortissimo auf Quando cœli
3. Dies illa: 25 Takte, im Kanon, mit einer Vielzahl von imitativen Texturen, die in homophonem fortissimo auf Dum veneris enden
4. Requiem aeternam: 10 Takte, ein Choral von den Posaunen getragen
5. Erster Teil da capo

Teil 3 enthält Dissonanzen, die denen des Agnus Dei der späteren Messe in e-Moll ähneln. Abgesehen von ihrer Bedeutung als Vorläufer von Bruckners reifem Stil ist das f-Moll-Libera me für sich genommen wirksam. Die Musik ist tief empfunden und tiefgründig und ist eine gnädige, wenn auch ziemlich strenge Wiedergabe des Textes.

## Diskografie
Die erste Aufnahme des Libera me fand 1979 statt:
- Hans Zanotelli, Philharmonia Vocalensemble Stuttgart: Anton Bruckner: Lateinische Motetten – LP: Calig CAL 30477 (1980), wiederveröffentlicht als CD: Calig CAL 50477 und erneut bei Profil Edition Günter Hänssler PH07002 (2006)

Eine Auswahl aus den rund 20 Aufnahmen:
- Anton Bruckner – Music of the St. Florian Period (II): Jürgen Jürgens dirigiert den Monteverdi-Chor Hamburg und die Camerata Accademica Hamburg, Werner Kaufmann (Orgel), 1985; diese historische, bisher nicht veröffentlichte Aufführung aus der St.-Trinitatis-Kirche in Hamburg-Altona wurde kürzlich auf CD übertragen: BSVD-0111, 2012
- Matthew Best, Corydon Singers, English Chamber Orchestra Wind Ensemble: Mass in E minor; Libera me; Zwei Aequale – CD: Hyperion CDA66177, 1985
- Petr Fiala, Czech Philharmonic Choir: Anton Bruckner: Motets – CD: MDG 322 1422-2, 2006
- Erwin Ortner, Arnold Schoenberg Chor: Anton Bruckner: Tantum ergo – CD: ASC Edition 3, herausgegeben vom Chor, 2008
- Thomas Kerbl, Chorvereinigung Bruckner 09, Ensemble Linz: Anton Bruckner: Chöre/Klaviermusik – CD: LIVA 034, 2009
- Łukasz Borowicz: Anton Bruckner: Requiem, RIAS Kammerchor Berlin, Akademie für Alte Musik Berlin – CD: Accentus ACC30474, 2019